# ティム・ヘインズ
ティム・ヘインズ（Tim Haines）は、イギリスのテレビ番組プロデューサー・脚本家・監督。番組制作会社インポッシブル・ピクチャーズの創業者としても知られる。

## 略歴
1982年にバンガー大学で応用動物学の理学士号を取得して卒業。新聞社で科学ジャーナリストを務めた後、英国放送協会(BBC)に入局してBBCワールドサービスとBBCラジオ4にジャーナリストとして所属。BBCのナチュラルヒストリー・ユニットで自然番組の製作を担当した後、1988年にサイエンス部門に異動。1999年には恐竜を題材にしたドキュメンタリーシリーズ『ウォーキングwithダイナソー〜驚異の恐竜王国』のプロデューサーとして大きく名を広め、2002年にはバンガー大学名誉研究員となる。『ウォーキングwithダイナソー』とその一連の関連作品は英国アカデミー賞を受賞し、その後2010年・2013年・2019年には日本でもツアーが行われるまでに至った。
『ウォーキングwithダイナソー』に続けて『ウォーキングwithビースト』などのシリーズも製作した後、2002年よりインポッシブル・ピクチャーズをジャスパー・ジェームズと共にBBCから独立させ創業。2003年頃にはそれまでのドキュメンタリーシリーズで培った技術を利用した恐竜SFドラマ『プライミーバル』のコンセプトを脚本家エイドリアン・ホッジスと共に考案し、BBCに提出するもキャンセルされ、企画に前向きだったライバル局のITVで2007年から放送を開始した。
グリニッジのテムズ川グリニッジ半島ではライブイベント Dinosaurs In The Wild のクリエイティブ・ディレクターを担当し、イギリス国内の全年齢層を対象に3DCGやアニマトロニクスによる恐竜の体験を提供している。

## 作品

### 映像作品
- Tomorrow’s World[7]
- Horizon[7]
- 『ウォーキングwithダイナソー〜驚異の恐竜王国』（1999年）[7]
- 『伝説の恐竜ビッグ・アル（英語版）』（2001年）[7]
- 『ロストワールド 〜失われた世界〜（英語版）』[7]
- 『タイムスリップ! 恐竜時代』（2002年 - 2003年）[7]
- 『ウォーキングwithモンスター〜前恐竜時代 巨大生物の誕生』（2005年）[7]
- 『続 タイムスリップ! 恐竜時代 古代の海へ』（2003年）[7]
- Space Odyssey（2004年）[1][7]
- The Legend of the Tamworth Two（2004年）[9]
- 『プレヒストリック・パーク 〜絶滅動物を救え!〜』（2006年）[7]
- Ocean Odyssey（2006年）[10]
- 『プライミーバル』（2007年 - 2011年）[7]
- Defying Gravity（2009年）[11]
- Blitz Street（2010年）[7]
- Sinbad（2012年）[7]
- Beowulf: Return to the Shieldlands（2016年）[7]
- The Loch（2017年）[7]

### 著書
- 『図説 恐竜の時代』
岩崎書店、2006年10月、ISBN 978-4-265-05957-7
監訳：小畠郁生 訳：池田比佐子

- 『よみがえる恐竜・古生物 超ビジュアルCG版』
SBクリエイティブ、2006年7月、ISBN 978-4797335477
訳：椿正晴 監修：群馬県立自然史博物館

## 受賞歴
インターネット・ムービー・データベースに基づく。
- 英国アカデミー賞
2000年 『ウォーキングwithダイナソー』で受賞
- プライムタイム・エミー賞
2000年 『ウォーキングwithダイナソー』で受賞
2001年 『伝説の恐竜ビッグ・アル』で受賞
2002年 『ウォーキングwithビースト』で受賞
2003年 『タイムスリップ! 恐竜時代』で受賞
2006年 『ウォーキングwithモンスター』で受賞
2007年 Ocean Odysseyでノミネート
- TV Quick Awards
2007年 『プライミーバル』でノミネート